# AIDES
Pour les articles homonymes, voir Aides.
AIDES est une association française de lutte contre le VIH et les hépatites virales, créée en 1984 et reconnue d'utilité publique depuis 1990. La principale association spécialisée dans la lutte contre le sida en France et en Europe mène des actions d'information, de prévention, de soutien et de mobilisation des personnes concernées par le VIH et les hépatites. AIDES fait partie des membres fondateurs de Coalition PLUS, réseau international d'ONG de lutte contre le sida et les hépatites virales.

## Historique

### Les origines
Les premiers signes de l'épidémie remontent à la fin des années 1970, lorsque des médecins de New York et de San Francisco s'aperçoivent que beaucoup de leurs patients homosexuels souffrent d'asthénie, de perte de poids et parfois même de forme rare et atypique de cancer (comme le sarcome de Kaposi). En France, le premier article sur le sida paraît en 1982 dans l’hebdomadaire Gai Pied, puis en 1983 Libération consacre sa Une à ce « cancer gay » et Paris Match publie un premier témoignage,. Mais le déni est encore très fort. La première association française, Vaincre le sida, est créée par des militants homosexuels en 1983,.
En 1984, le sociologue Daniel Defert, à la suite du décès de son compagnon Michel Foucault, prend l'initiative de fonder une association liée à la lutte contre le sida. Le philosophe Michel Foucault meurt le 25 juin sans que lui et son compagnon sachent véritablement la raison du décès.

« C'était une hypothèse que j'avais eue en décembre. On en avait parlé très clairement avec Michel, et cela ne lui paraissait pas improbable. C'est pour cela que Michel a écrit en janvier à un ami, après le succès du Bactrim, qu'il avait cru avoir le sida, mais que ce n'était pas cela. Je me répète, mais il ne faut pas oublier que, début 1984, on ne connaissait pas la maladie concrètement […] Quand j'ai posé la question au médecin, c'était très peu de jours avant sa mort, il m'a répondu : "Mais s'il avait le sida, je vous aurais examiné." Cette réponse m'avait paru d'une logique implacable. »

Ce n'est qu'après le décès de son compagnon, que Daniel Defert sera définitivement fixé sur la cause du décès de son compagnon en consultant un document administratif. Trois mois après son décès, Daniel Defert pose les bases de cette nouvelle association dans une lettre datée du 25 septembre 1984 envoyée à quelques amis intellectuels, magistrats et médecins, : 

« Nous avons à affronter et à institutionnaliser notre rapport à la maladie, à l'invalidité et à la mort. Face à une urgence médicale certaine et une crise morale qui est une crise d'identité, je propose un lieu de réflexion, de solidarité et de transformation, voulons-nous le créer ? »

Les représentants de la presse gay sont hésitants voire expriment leurs réticences à l'égard de ce projet. L'interview de Daniel Defert le 20 octobre 1984 dans Libération relance le projet.

### Un réseau d'associations locales (1984-1988)

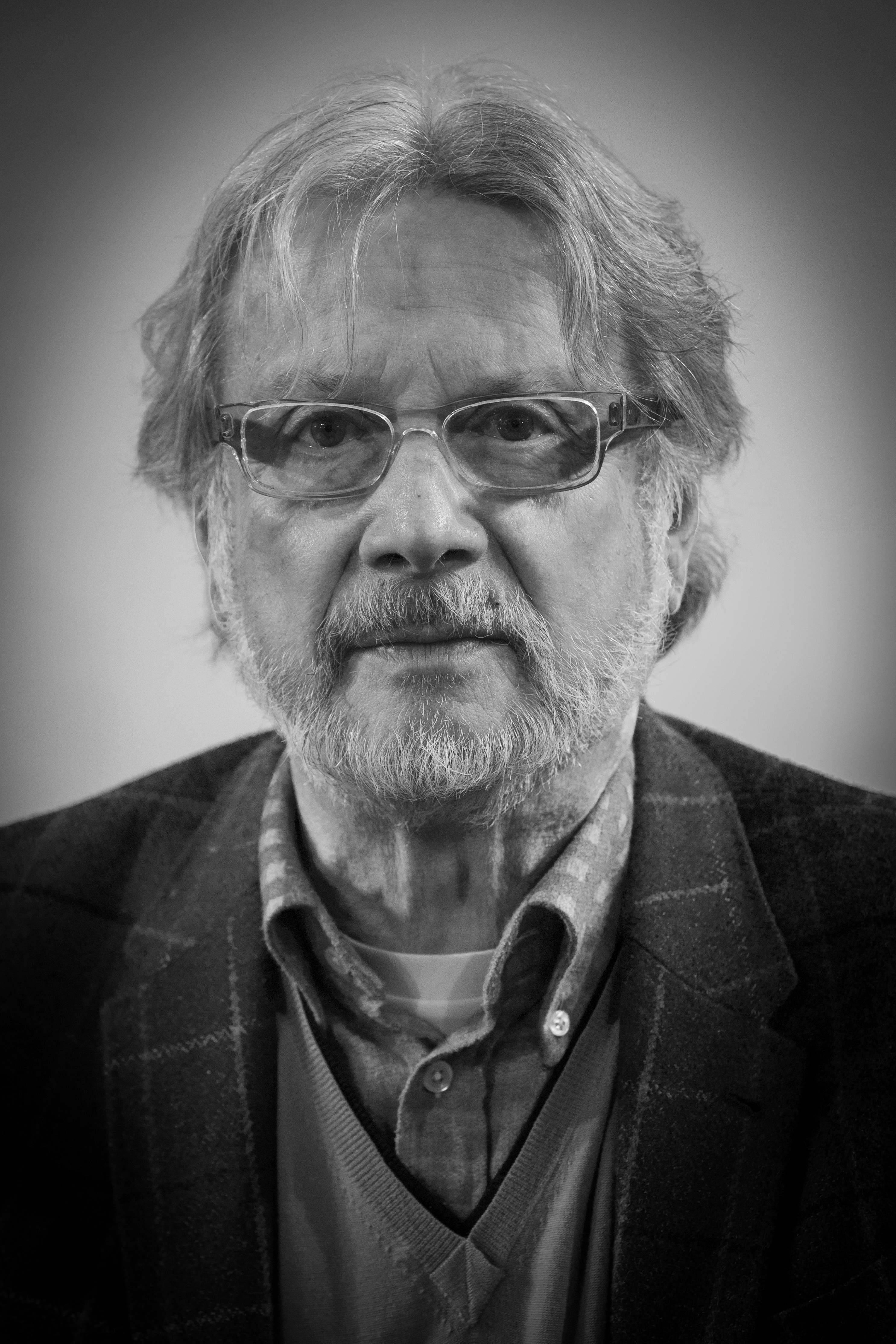
Daniel Defert en 2015.

L'assemblée constitutive se déroule le 30 octobre en présence de neufs personnes : Philippe Arnaud, Gilles Barbedette (écrivain), Jean Blancart (universitaire), Terry Lomax (un séropositif ayant témoigné dans Libération), Alain Siboni (ami de Michel Foucault et Daniel Defert), Jean Stern (journaliste), Antoine Lazarus (professeur de santé publique), Christian Revon (avocat, créateur des boutiques de droit), Edmund White (romancier),,. Le premier bureau d'AIDES est constitué de : Daniel Defert, président, Philippe Arnaud et Jean Blancart, vice-présidents, Jean Stern, trésorier. Les statuts sont déposés à la préfecture le 28 novembre et l'association AIDES est officiellement reconnue le 4 décembre 1984, date de publication au Journal officiel. Son siège social est situé au domicile de son président Daniel Defert. L'objet de l'association est d'« identifier et faire connaître les besoins sociaux des malades du sida ; créer des réseaux de soutien aux malades ; diffuser une information scientifique dans les milieux à haut risque et auprès du public ; encourager la recherche sur le sida par des interventions publiques et un soutien financier ; organiser des campagnes d'information, de prévention, de financement, de défense de l'image et de la dignité des malades. »
Le nom de l'association (AIDES) est en référence au mot « aide » du verbe « aider », mais aussi à la dénomination anglophone du Sida (AIDS). Le fondateur Daniel Defert a choisi de pluraliser ce mot pour que l'on puisse parler de plusieurs aides que l’association pourrait apporter.
En 1984-1985, les fondateurs tentent de mobiliser la communauté gay, contre vents et marées. Ils font face à un déni général, tant de la part des élus politiques et de l'administration, de certains médecins (en particulier l'Association des médecins gays, AMG) ainsi que de la presse gay et de certains militants homosexuels qui nient ou sous-estiment encore les risques du sida. Ce déni initial disparaîtra rapidement à partir de l'été 1985.
Dès 1985, l'association se développe rapidement. Au bout d'un an, AIDES compte 1200 membres et 200 volontaires. Des comités, constitués légalement en associations indépendantes, vont rapidement voir le jour. Le premier à Marseille en 1985. Les premières actions sont d'ouvrir une permanence téléphonique qui deviendra Sida Info Service en 1990, d'organiser des réunions de sensibilisation dans le bar gay Le Duplex du Marais à Paris et de publier une plaquette d'information dans Gai Pied Hebdo. Au fil des ans, un élargissement social de la mobilisation anti-sida se produit. AIDES devient à la fin des années 1980 « une organisation fondée sur l’alliance d’hommes homosexuels et de femmes hétérosexuelles ».

### Une fédération d'associations (1988-2002)
Le 13 mars 1988, l'association AIDES se transforme en AIDES fédération nationale. La fédération est reconnue d'utilité publique en 1990. Les comités demeurent des entités juridiques propres et autonomes financièrement. La fédération est administrée par un Conseil National où siègent les présidents des comités. Elle est chargée de l'action communautaire et sociale, l'action médicale, la communication et le développement ainsi que l'administration et les finances.
C'est dans ce contexte qu'en 1991, Daniel Defert, président de l'association depuis sa création, décide de céder sa place. Il est remplacé par Arnaud Marty-Lavauzelle, médecin psychiatre et bénévole depuis 1987 et en 1998, Christian Saout, magistrat et bénévole depuis 1993, prend la présidence de l'association.
Au milieu des années 1990, AIDES regroupe plus de 3600 volontaires, 31 comités et 86 pôles. De nombreux projets voient le jour durant cette période : un groupe sourds est créé, la revue Remaides, l'action « AIDES à domicile », AIDES participe en 1994 à l'organisation du premier Sidaction, et l'association devient partie prenante du réseau RAAC Sida (Réseau des Associations Africaines et Caribéennes agissant dans la lutte contre le sida en France).

### Une association nationale unique (2002-…)
Un processus de fusion des comités indépendants et de la fédération est engagé en 1999. L'association unique est officiellement créée le 1er janvier 2002.
Bruno Spire, chercheur et bénévole depuis 1988, est élu président de AIDES en 2007. Il est remplacé en 2015 par Aurélien Beaucamp, 32 ans, consultant en recrutement pour le cabinet Michael Page et bénévole depuis 2009. Camille Spire, 35 ans, cheffe de service à la MDPH de Seine-Saint-Denis et bénévole à Bobigny depuis 2007, est élue présidente en 2021,. Il s'agit de la première femme à présider AIDES.
En janvier 2021, 15 salariés témoignent dans la presse de ce qu’ils ont subi et dénoncent ce qu'ils nomment « une véritable culture du viol » au sein de l’association de lutte contre le VIH. Selon StreetPress, les victimes ont gardé pendant longtemps le silence de peur de nuire au combat et aux actions menées par l’association,.

## Buts
Selon les statuts adoptés en 2007, AIDES a pour but de :
- d'identifier et de faire connaître l'ensemble des besoins des personnes touchées par l'infection au VIH ou toute infection s'y rattachant ;
- de venir en aide aux personnes touchées par l'infection au VIH et à leur entourage, pour répondre à leurs besoins sociaux, médicaux, psychologiques, juridiques, financiers et moraux ;
- de concourir à la réforme du système sanitaire et social à partir des expérimentations ou des revendications portées par l'association ;
- de mener toutes actions visant à la transformation des pratiques, des structures ou des réglementations dès lors qu'elles constituent une entrave à la lutte contre l'épidémie à VIH et aux besoins des personnes qui s'expriment à AIDES ;
- de diffuser en collaboration avec les institutions de recherche fondamentale et clinique une information rigoureuse en direction du public le plus large ;
- de défendre l'image, la dignité et les droits des personnes atteintes par l'infection au VIH ;
- de publier ou favoriser la diffusion de documents imprimés, audiovisuels, télématiques et électroniques relatifs à l'infection au VIH, sa connaissance, son traitement et sa prévention ;
- de mener des actions de solidarité internationale, notamment en aidant au développement des organisations non gouvernementales de lutte contre le Sida et des groupes communautaires, français et étrangers ;
- de mener des actions de formation en lien avec son objet.

## Actions
La principale association spécialisée dans la lutte contre le sida en France et en Europe a distribué 1 104 995 préservatifs externes, 54 088 préservatifs internes, 1 808 423 seringues stériles et 621 881 gels lubrifiants en 2019. Elle a également réalisé 32616 dépistages rapides du VIH.

### Les actions d'information

#### Permanences
AIDES organise des permanences hospitalières et juridiques. L'association ouvre sa première permanence hospitalière à l’hôpital Saint-Antoine le 13 février 1987 et la première permanence juridique un an plus tard.

#### Centres de santé sexuelle «Le Spot»
Depuis 2016, AIDES a ouvert quatre centres de santé sexuelle communautaires afin de faire bénéficier aux personnes les plus exposées aux infections sexuellement transmissible d'une prise en charge individualisée en santé sexuelle. L'association commence par ouvrir le 30 juin 2016 des locaux à Marseille,, et Paris. « L'Île-de-France et Provence-Alpes-Côte d'Azur sont les deux régions les plus touchées par l'épidémie en France métropolitaine, concentrant chaque année à elles seules plus de 65% des nouvelles contaminations ». Le centre Nice est ouvert en 2018 et celui de Montpellier est inauguré le 23 septembre 2021.

#### État
AIDES gère, pour le compte de l'État :
- 29 centres d'accueil et d'accompagnement à la réduction des risques des usagers de drogues (CAARUD) en France métropolitaine. En 2011, 25 % des CAARUD étaient gérés par AIDES[39] ;
- 3 appartements de coordination thérapeutique (ACT) ;
- 1 service d'accompagnement à la vie sociale (SAVS).

### Les actions de communication

#### Permanence téléphonique

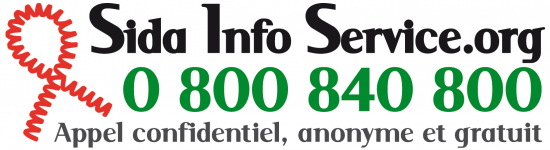
Sida Info Service.

En 1985, AIDES lance une permanence téléphonique. La permanence fonctionnait tous les jours de 19 h à 23 h. Dès 1988, les responsables de l'association s’aperçoivent qu'ils ne peuvent plus faire face à la pression des demandes. Sida Info Service est créée les 23 octobre 1990, par l'Agence française de lutte contre le sida (AFLS) en partenariat avec AIDES.

#### Campagnes de communication
En 1987 est réalisée la première campagne nationale de prévention par le Comité français d’éducation pour la santé (devenu Inpes, puis Santé publique France) en partenariat avec AIDES : « Le sida ne passera pas par moi ». Ses campagnes de communication reçoivent régulièrement des prix.

#### Remaides
En 1990, le comité AIDES – Île-de-France lance la revue Remaides afin de fournir une information médicale à donner aux patients. Trente ans plus tard, la revue trimestrielle est tirée à 30 000 exemplaires. De 1994 à 2000, AIDES a diffusé 1 600 000 brochures d'information sous le nom info Plus.

#### Seronet
En 2008, AIDES lance le site seronet qu'elle administre avec COCQ-Sida. Il s'agit d'un site d'information destiné aux personnes vivant avec le VIH.

#### PrEP’Dial
AIDES anime PrEP’Dial, un groupe privé sur Facebook afin de discuter de la prophylaxie pré-exposition (PrEP). Pour l'association, la réduction des risques sexuels (RdRs) ne passe pas uniquement par le préservatif. Il apparait nécessaire à l'association de « communiquer sur d'autres moyens de RdRs pour les personnes n’utilisant pas de préservatif ».

### Les actions de plaidoyer
AIDES a aussi une forte activité de plaidoyer et de mobilisation afin de faire évoluer les lois et règlementations en matière d'accès au soin et d'égalité des droits des populations touchées ou vulnérables au VIH et aux hépatites virales. Les premières actions de l'association en 1985 furent de réclamer la modification de la loi interdisant la publicité pour les préservatifs ainsi que la vente libre de seringues. La levée de l'interdiction de publicité pour les préservatifs est obtenue le 17 janvier 1987.
Pour l'année 2020, AIDES déclare à la Haute Autorité pour la transparence de la vie publique exercer des activités de lobbying en France pour un montant qui n'excède pas 400 000 euros.

#### Manifestations publiques
AIDES organise des manifestations publiques. La première Marche pour la vie se déroule le 29 mai 1994. Plusieurs milliers de manifestants (15 000 selon les organisateurs et 5 000 selon la préfecture de police) venus de toute la France défilent sur sept kilomètres « pour la vie et pour faire reculer le Sida » du Palais omnisports de Bercy (mis à disposition par le maire de Paris Jacques Chirac) au Champ-de-Mars. Le ministre délégué à la santé Philippe Douste-Blazy, Michel Rocard ou encore Noël Mamère participent à la manifestation. La marche a également permis de collecter près de 2 millions de francs. Après quatre éditions, AIDES doit annuler le rassemblement prévu en 1998 pour des raisons budgétaires.
- Édition n°1 du 29 mai 1994 à Paris[50],[51] ;
- Édition n°2 du 12 mai 1995 à Paris[52],[53] ;
- Édition n°3 du 21 mai 1996 à Paris et Bordeaux[54] ;
- Édition n°4 du 24 mai 1997 à Paris et Bordeaux[55],[56].

### Les actions de formation
Entre 1991 et 1997, AIDES a géré l'organisme de formation professionnelle continue AIDES Formation. Cela a permis de former 40 000 professionnels des secteurs sanitaires, social et éducatif en France. Des coupes dans le budget de l’Agence française de lutte contre le sida (AFLS) vont conduire à des baisses du financement des activités de formation et la dissolution de cette filiale qui n'avait pas diversifiée ses sources de revenu.

### Les actions internationales
La fédération AIDES se dote d'un secteur international en 1993 et opère un « tournant transnational » dans les années 1990. À la fin de la décennie 2000, l’équipe des programmes internationaux d’AIDES est constituée d'une quinzaine de salariés. Elle coordonne à distance plusieurs projets en Afrique financés par l’État français et par les fonds propres de l’association. « Ce développement a fait d’AIDES l’association de lutte contre le sida française agissant en Afrique la plus importante (en nombre de projets, de salariés, en volume budgétaire), avant que celle-ci décide, en 2014, de transférer ses actions de soutien en Afrique à trois associations africaines membres de Coalition Plus ».

#### Coalition PLUS

Logo de Coalition PLUS.

En 2008, quatre grandes associations communautaires de lutte contre le sida (AIDES pour la France, ALCS pour le Maroc, ARCAD-SIDA pour le Mali et COCQ-SIDA pour le Québec), se regroupent pour créer Coalition PLUS. L’objectif est de regrouper et mettre en commun les savoir-faire de différentes associations internationales de lutte contre le sida.

#### Plateforme Europe
En 2014, les membres européens de Coalition PLUS (AIDES pour la France, ARAS pour la Roumanie, GAT pour le Portugal et le Groupe Sida Genève pour la Suisse) créent la Plateforme Europe, coordonnée par AIDES.

#### Projet Droits humains
En 2014, AIDES lance le projet Droits humains avec le soutien de l’Agence française de développement (AFD). Le projet s'est terminé au 31 décembre 2018. Il a pour objectif « l'amélioration de l'accès à la prévention et aux traitements du VIH/sida et des hépatites en Afrique et dans les Caraïbes à travers la défense des droits humains des groupes les plus vulnérables ». Sept organisations font partie de ce projet : l'association COIN (République dominicaine), VDH (Haïti), ATL MST sida Tunis (Tunisie), REVS PLUS (Burkina Faso), Alternatives Cameroun (Cameroun), l'ANSS (Burundi) et Espace Confiance (Côte d'Ivoire).

#### Alliance Globale des Communautés pour la santé et les Droits
En 2007, AIDES et 18 représentants d’associations de lutte contre le sida d’Afrique francophone créent Africagay, qui deviendra Africagay contre le sida puis l'Alliance globale des communautés pour la santé et les droits (AGCS PLUS). Ses premières revendications portent sur la prise en charge des hommes ayant des rapports sexuels avec des hommes (HSH) dans les politiques de lutte contre le sida.

## Organisation

### Militantisme
L'association est présente dans 72 lieux de mobilisation, dont 29 centres d'accueil et d'accompagnement à la réduction des risques pour usagers de drogues (CAARUD). AIDES compte 2240 militants qui se composent de 481 salariés, 800 volontaires et 959 acteurs. Les volontaires sont adhérents de l'association et doivent à ce titre s'affranchir d'une cotisation annuelle leur donnant droit de vote et d'éligibilité aux différentes élections.

### Présidence
| Nom                     | Mandat    | Notes                                                                    |
| ----------------------- | --------- | ------------------------------------------------------------------------ |
| Daniel Defert           | 1984-1991 | sociologue et compagnon du philosophe Michel Foucault                    |
| Arnaud Marty-Lavauzelle | 1991-1998 | médecin psychiatre, militant depuis 1987                                 |
| Christian Saout         | 1998-2007 | magistrat administratif, militant depuis 1993                            |
| Bruno Spire             | 2007-2015 | chercheur, militant depuis 1988                                          |
| Aurélien Beaucamp       | 2015-2021 | consultant en recrutement, militant depuis 2009                          |
| Camille Spire           | 2021-…    | cheffe de service à la MDPH de Seine-Saint-Denis, militante depuis 2007, |

### Direction générale
| Nom               | Mandat    | Notes    |
| ----------------- | --------- | -------- |
| Yann Le Cam       | 1992-1997 | [ 60 ]   |
| Hélène Rossert    | 1997-2007 | [ Bo 3 ] |
| Vincent Pelletier | 2007-2016 | [ 61 ]   |
| Marc Dixneuf      | 2016-...  | [ 61 ]   |

### Budget
Le budget d'AIDES est passé de moins de 2 millions de francs en 1986 à 108 millions de francs en 1994, 27 millions d'euros en 2006et 41,9 millions d'euros en 2014. En 2020, il s'élève à 42,6 millions d'euros, ce qui en fait l'une des principales associations caritatives en France. Les recettes sont à peu près également réparties entre subventions publiques et dons et legs. L'association reçoit notamment des subventions de la direction générale de la Santé, des agences régionales de santé et de l’assurance maladie. Côté dépenses, les missions sociales représentant 80% des dépenses, les frais de collecte 5% et les frais de fonctionnement 6%. Les actions se répartissent comme suit :
- 59 % : prévention auprès des populations vulnérables ;
- 13 % : soutien auprès des populations vulnérables ;
- 8 % : actions internationales ;
- 1 % : autres missions.

Pour des raisons techniques, il est temporairement impossible d'afficher le graphique qui aurait dû être présenté ici.

L'association a été critiquée en 2011 du fait de la faible part du budget consacré aux missions sociales, du salaire et des avantages de la direction dénoncés par la Cour des comptes, et d'une « présentation opaque des comptes ». La presse révèle alors que le président d’honneur est payé « à hauteur de 110 000 euros par an » et que Vincent Pelletier, le directeur général de l’association à cette époque, est rémunéré 9 500 euros par mois alors même que les salariés de l’association restent eux « modestement payés ».
En 2019, l'écart entre le plus bas et le plus haut salaire est de 1 à 5, illustration d'un travail concret sur la lutte contre les inégalités à l'intérieur de la structure.[réf. nécessaire] Le comité de la charte du don en confiance a d'ailleurs renouvelé son agrément auprès de l'association pour 3 ans le 24 avril 2019.
L'association est régulièrement contrôlée par différentes autorités : l’inspection générale des affaires sociales en 2003, la Cour des comptes en 2008,, le cabinet SECAFI en 2010 à la demande du Comité central d'entreprise, la Mairie de Paris en 2010, le cabinet Mazars en 2010 à la demande du Ministère de la Santé. Et chaque année, les comptes de AIDES sont certifiés par un commissaire aux comptes indépendant. De plus depuis 2013, AIDES est certifiée par le Don en confiance, organisme indépendant dont le rôle est de contrôler le bon usage des dons et la transparence financière.

## Identité visuelle
AIDES a changé une première fois son logotype lors de la transformation structurelle, passant d'une fédération d'associations locales à une association nationale unique en 2001. Un nouveau changement a été réalisé en 2016. Ce logo réalisé gracieusement par l'agence TBWA\Paris représente les trois piliers de l'association :
- l'innovation : l'abandon du cartouche reflète l'adaptation de l'organisation aux nouveaux enjeux,
- la dimension internationale avec l'abandon des couleurs bleu-blanc-rouge,
- le militantisme symbolisé par un effet tampon.

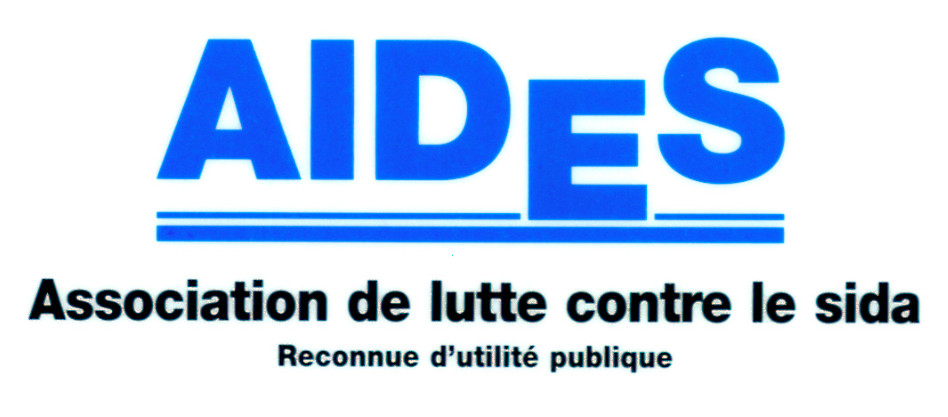
Premier logotype (1984 à 2001)
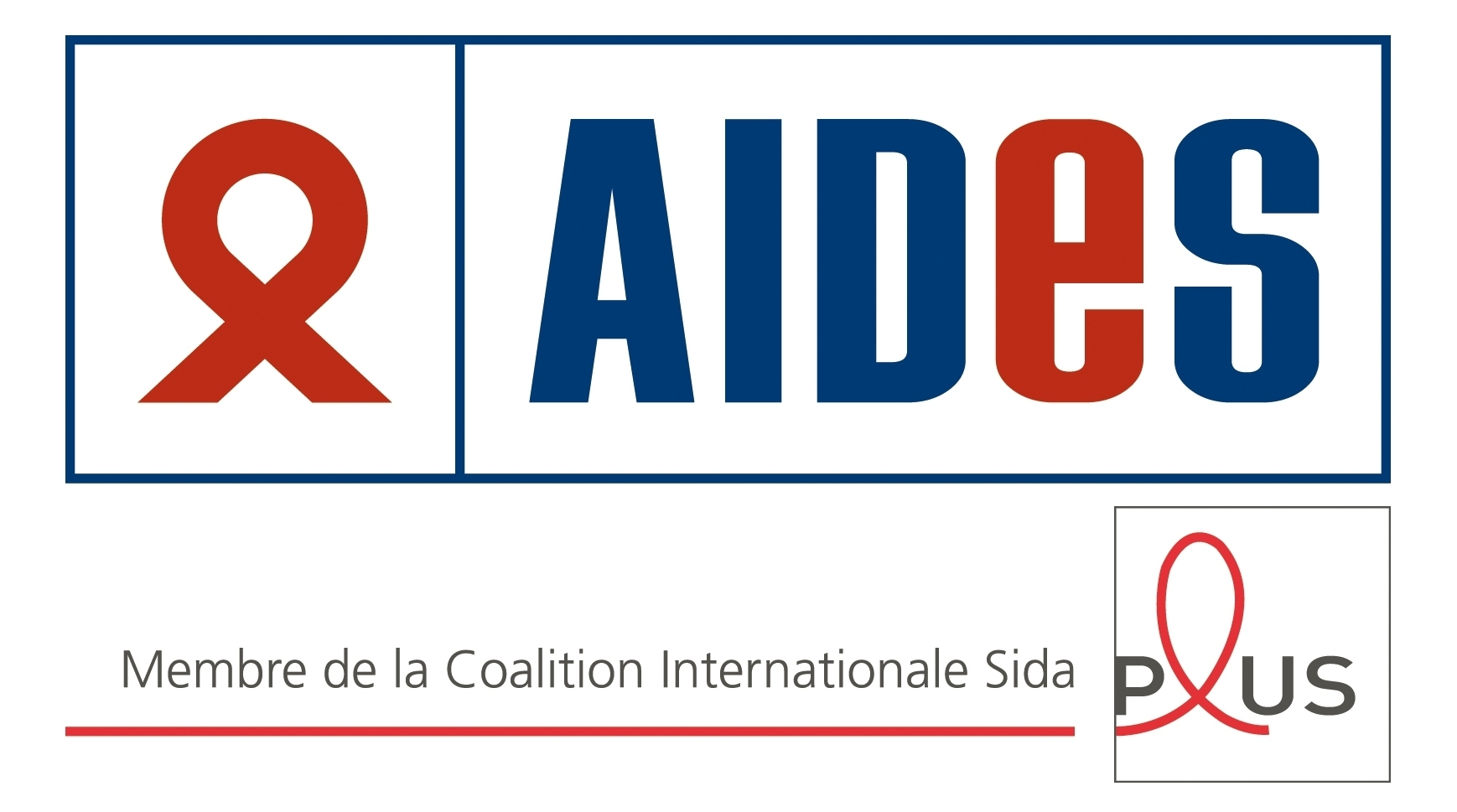
Deuxième logotype (2001 à 2016)
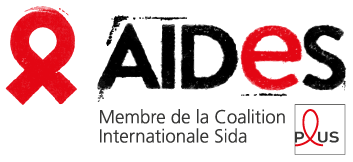
Logotype actuel (depuis 2016)